# Albert Stürchler
Albert Stürchler (* 13. Juli 1914 in Pratteln; † 19. Januar 2001 in Liestal) war ein Schweizer Plastiker, Holzschneider und Zeichner.

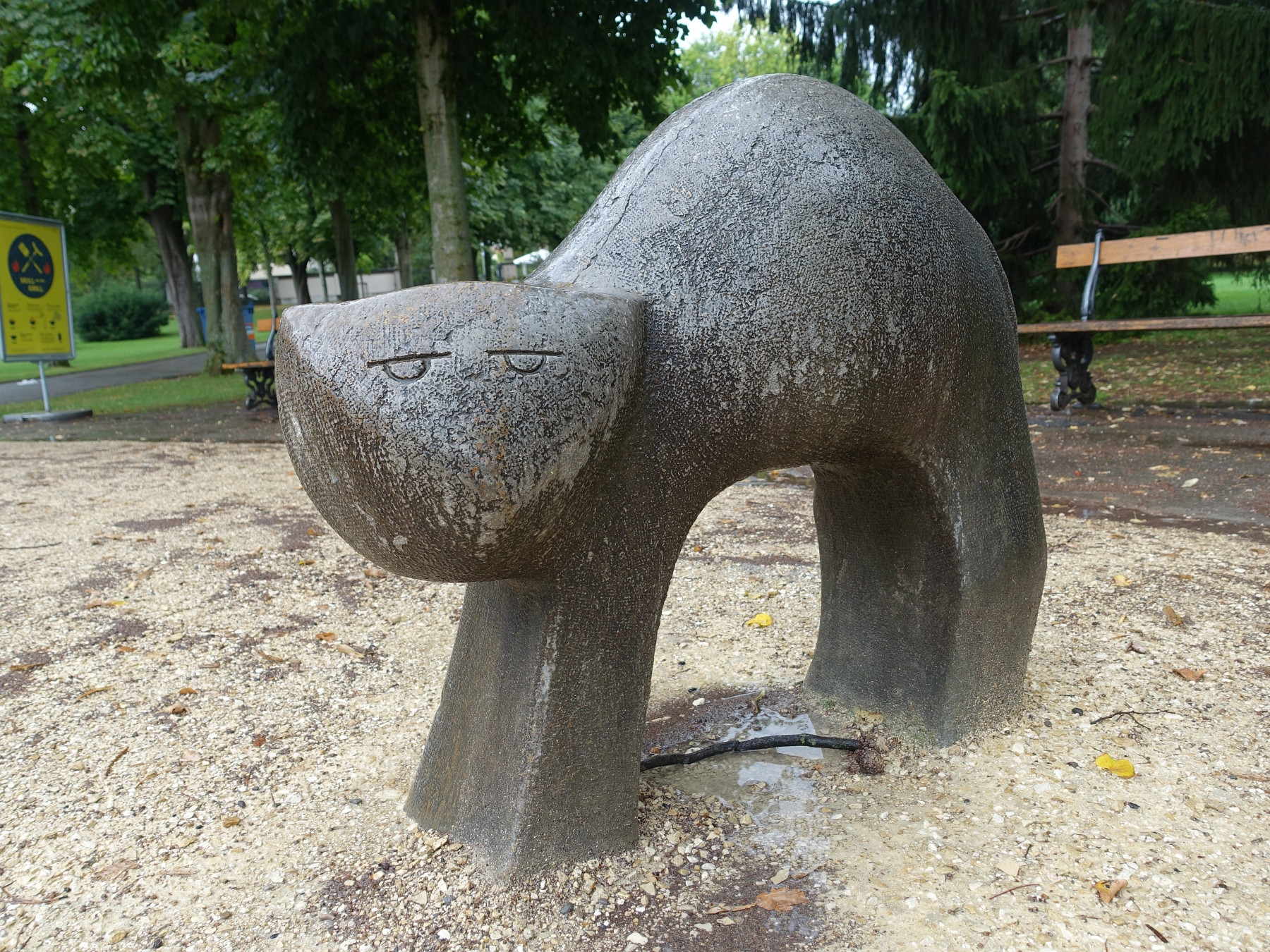
Katze 1957, Kannenfeldpark, Basel.

## Leben und Werk
Albert Stürchler schuf u. a. Plastiken und war Mitglied in der Sektion Basel der Gesellschaft Schweizerischer Maler und Bildhauer (GSAMBA). 